# ドナルドと腹ペコグマ
『ドナルドと腹ペコグマ』（ドナルドとはらペコグマ、原題：Grin and Bear It）は、ウォルト・ディズニー・プロダクション（現：ウォルト・ディズニー・カンパニー）が製作した1954年8月13日公開のアニメーション短編映画作品。ドナルドダック・シリーズの第115作。

## あらすじ
ある日、車はものすごい渋滞だった。それもそのはず、ドライブ中のドナルドが「国立公園」と書かれていた看板の前で止まっていたからだ。長い行列にクラクションを鳴らす、客たち。その音を聞いた、公園の園長を務める男性は禁煙、「公園内のクマをからかうな」などの注意事項を言うと公園を開店させる。それから彼はハンフリーなど、公園で飼われているクマたちに「お客さんと交われ、そうすれば儲かるぞ」と言う。しかし、去年は失敗した者が一頭いた。それはハンフリーだった。もし、同じことが起きればはく製にされるのだという。それを聞いたクマたちは動揺し、客たちと交わるようにした。ところが、ハンフリーも交わろうとするが、他のクマたちに先を越されてしまった。慌てたハンフリーは、バスケットかごから出したお菓子を食べているドナルドを発見した。ハンフリーはお菓子をわけてもらおうとするが、ドナルドは無視するだけで結局一口もあげずに、お菓子を全部平らげてしまった。何とか食べたいハンフリーは、弁当を食べようとするドナルドにもてなす不利をして、食用を横取りしようと考えた。しかし、ドナルドはハンフリーにあげようとしない。そこでハンフリーはバスケットから強引に食料を奪おうとした。しかし、それはトウガラシ。それに気づかず、ハンフリーは辛いトウガラシを口にしてしまい、あまりの辛さに気が狂ってしまう。そして、滝の水を飲み干すとようやく収まった。ところが、安心したのもつかの間。食事を終えたドナルドが弁当を片付けて帰ろうとしていた。慌てたハンフリーは木の枝につかまり、岩を重石にして、下へ降りて食料を奪うが、岩を手放してしまい、その衝撃でパチンコのように投げ飛ばされ、そのままドナルドのところへ戻って食料を返してしまう。悔しがったハンフリーは「食べ物の恨みは怖い」と言わんばかりに、ドナルドを追いかけると、轢き逃げされた不利をする。それを見たドナルドはその場を去ろうとするが、ハンフリーは悲鳴をあげる。ドナルドは慌てて食料をすべて、ハンフリーにあげてしまう。喜んだハンフリーは轢き逃げのことなどすっかり忘れて、公園へ戻ろうとする。ドナルドは騙されたことに気付き、仕返しに「泥棒だ!」と叫ぶ。その叫び声を聞いたハンフリーは食料を返そうとするが、逆にドナルドに押し返されてしまう。ところが、そこへ公園の園長が現れた。ドナルドとハンフリーは互いに犯人だと言いあうが、園長は聞く耳を持たず、二人に罰として公園の掃除を命じる。そこで園長は落ちていた食料をこっそり拾おうとするが、ドナルドとハンフリーに見つかり、二人から注意されたので、園長は苦笑いするしかなかった。

## スタッフ
- 製作：ウォルト・ディズニー
- 監督：ジャック・ハンナ
- 脚本：デイブ・ディティージ、アル・ベルティノ
- 音楽：オリバー・ウォレス
- 美術：エール・グレイシー
- 背景：レイ・ハッフィン
- 原画：ボブ・チャールソン、ビル・ジャスティス、ヴォルス・ジョーンズ
- 効果：ダン・マクマニュス

## キャスト
| キャラクター           | 原語版               | 旧吹き替え版               | 新吹き替え版 |
| ---------------------- | -------------------- | -------------------------- | ------------ |
| ドナルドダック         | クラレンス・ナッシュ | 関時男                     | 山寺宏一     |
| ハンフリー             | ジミー・マクドナルド | 吉水慶                     | 坂東尚樹     |
| レンジャー・ウッドロー | ビル・トンプソン     | 牛山茂                     | 田口昂       |
| クマたち               | ジミー・マクドナルド | 小山武宏 逢坂秀実 遠藤征慈 | ?            |
| ナレーター             | -                    | 江原正士                   | -            |

## 日本での公開

### 収録
- 『ゆかいな仲間たち　ドナルド大好き!』（VHS、ブエナ・ビスタ・ホーム・エンターテイメント、新吹き替え版）